# Antonio Bueno Delgado
Antonio Bueno Delgado (Madrid, 25 settembre 1980) è un ex cestista spagnolo.

## Carriera
Con la Spagna ha disputato i Campionati europei del 2003.

## Palmarès
- Campionato spagnolo: 1

Real Madrid: 2004-05